# Thrincophora cinefacta
Thrincophora cinefacta es una especie de mariposa del género Thrincophora, familia Tortricidae.
Fue descrita científicamente por Turner en 1945.